# ضوء
الضوء هو إشعاع كهرومغناطيسي مرئي للعين البشرية، ومسؤول عن حاسة الإبصار. يتراوح الطول الموجي للضوء ما بين 400 نانومتر (nm) أو 400×10−9 م، إلى 700 نانومتر - بين الأشعة تحت الحمراء (الموجات الأطول)، والأشعة فوق البنفسجية (الموجات الأقصر). ولا تمثل هذه الأرقام الحدود المطلقة لرؤية الإنسان، ولكن يمثل النطاق التقريبي الذي يستطيع أن يراه معظم الناس بشكل جيد في معظم الظروف. تقدر أطوال الموجات للمصادر المختلفة للضوء المرئي ما بين النطاق الضيق (420 إلى 680) إلى النطاق الأوسع (380 إلى 800) نانومتر. يستطيع الإنسان تحت الظروف المثالية أن يرى الأشعة تحت الحمراء على الأقل التي يصل طولها الموجي 1050 نانومتر، والأطفال والشباب يستطيعون رؤية ما فوق البنفسجية ما بين حوالي 310 إلى 313 نانومتر.
الخصائص الأساسية للضوء المرئي هي الشدة، اتجاه الانتشار، التردد أو الطول الموجي والطيف، والاستقطاب، بينما سرعته في الفراغ، تقدر بـ (299,792,458 م/ث) وهي إحدى الثوابت الأساسية في الطبيعة.
من القواسم المشتركة بين جميع أنواع الإشعاع الكهرومغناطيسي (EMR)، أن الضوء المرئي ينبعث ويمتص في هيئة «حزم» صغيرة تدعى الفوتونات يمكن دراستها كجسيمات أوالموجات. وتسمى هذه الخاصية بازدواجية موجة الجسيمات. تعرف دراسة الضوء باسم البصريات، وهي مجال بحثي مهم في الفيزياء الحديثة.
تُطلق كلمة ضوء في الفيزياء أحيانًا على الإشعاع الكهرومغناطيسي لأي طول موجي، سواء كان مرئي أم لا. وتَرتكز هذه المقالة على الضوء المرئي. أما كمصطلح عام فراجع مقالة الإشعاع الكهرومغناطيسي.

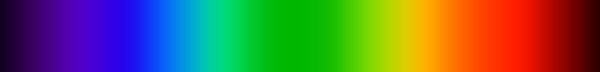
الضوء الأبيض يتكون من طيف مركب مختلف الألوان.

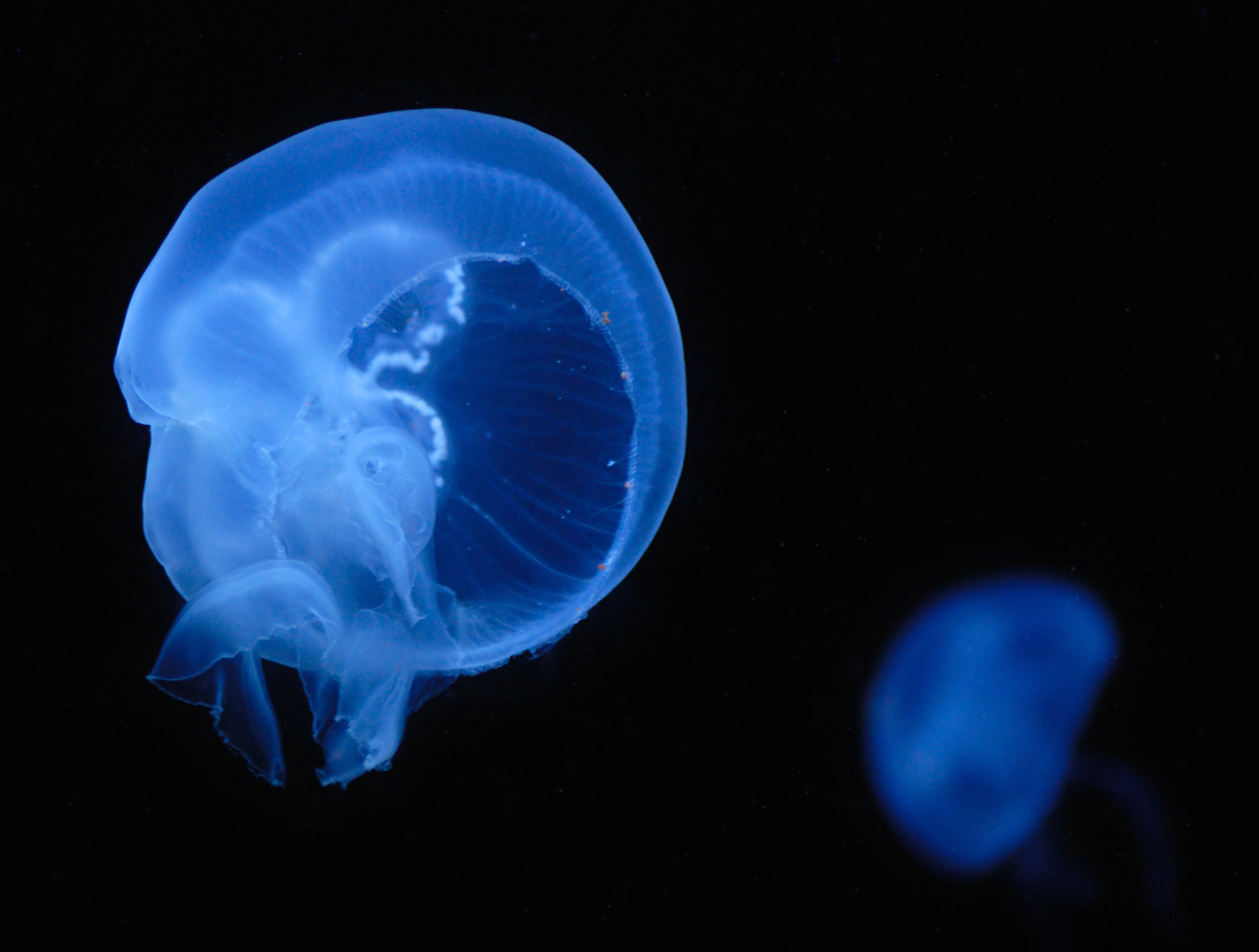
قنديل البحر والضيائية الحيوية

## تاريخ

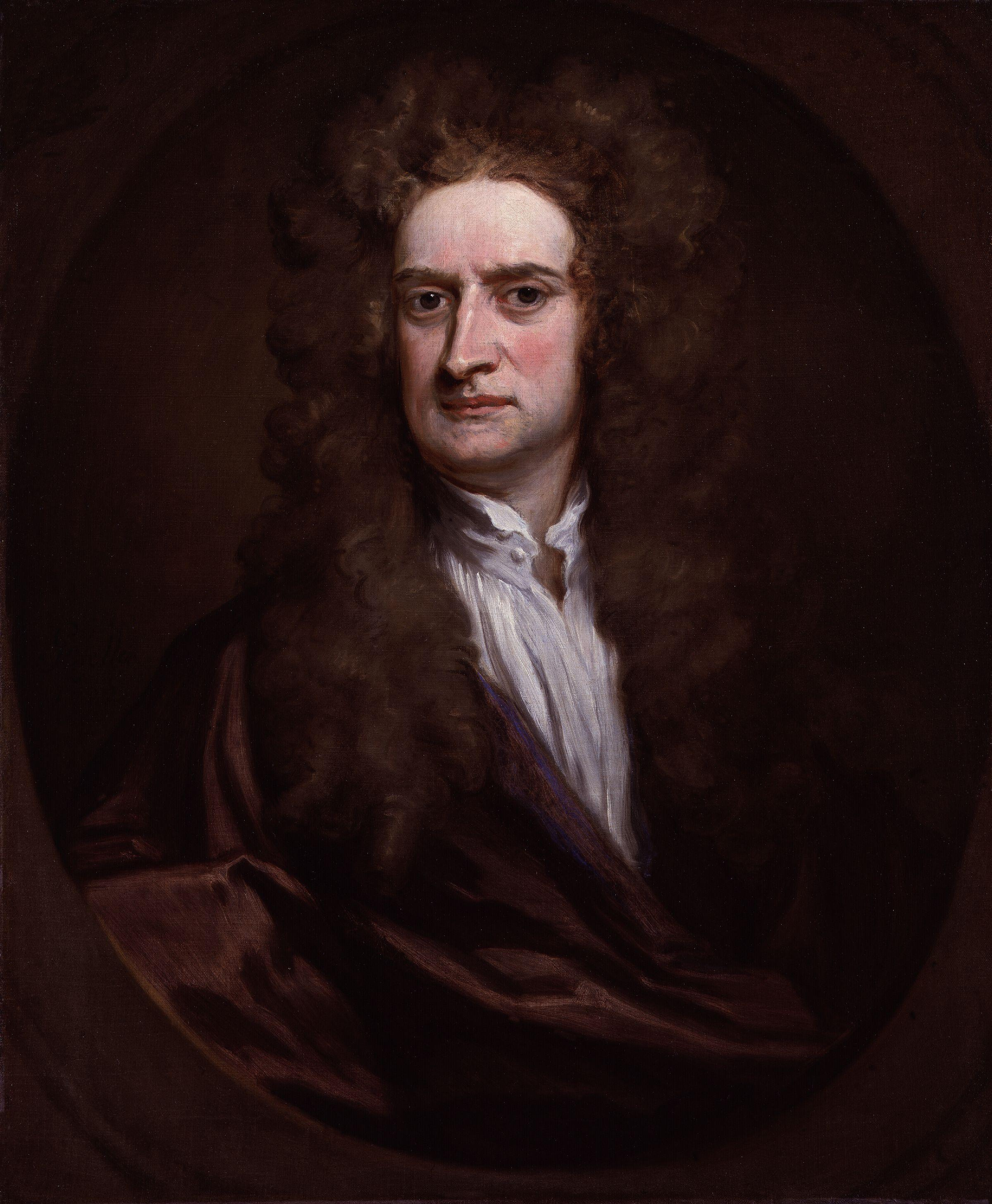
إسحاق نيوتن.

توصل الإغريق القدماء إلى بعض النظريات في مجال الضوء، وفتحت آفاق دراسة، لكنها كانت في الأغلب نظرية، ولم تتح الفرصة للبحث العملي لهذا الجانب الحيوي إلا على يد عدد من العلماء المسلمين في القرون الوسطى، ويأتي في مقدمتهم الحسن بن الهيثم.

كانت أبرز إسهامات الحسن بن الهيثم (354- 430هـ، 965-1039م) في كتاب المناظر الاهتداء إلى طبيعة الضوء ووظائفه وحالة القمر وقوس قزح والمرايا ذات القطع المتكافئ، والمرايا الكروية والكسوف والخسوف والظلال. فانتفع بعلمه بالبصريات وإنتاجه الغزير كل من روجر بيكون، وفيتلو البولندي، وليوناردو دافينشي، ويوهان كبلر. وقد ترجم كتابه المناظر أكثر من خمس مرات إلى اللاتينية، وفيه يؤكد على أن الضوء مستقل عن اللون، وحلل لأول مرة عملية الإبصار، وأشعة الضوء التي ذهب من سبقوه إلى أنها تنبعث من العين إلى الأجسام فنراها، في حين قال ابن الهيثم: 
 واهتم ابن الهيثم بالعدسات وقال إن تكبير العدسة يتوقف على مقدار تحدُّبها، كما درس الانكسار والانعكاس.
لم يظهر عالم في الضوء يعتد به بعد ابن الهيثم إلا في القرن 17 أي بعد نحو سبعة قرون. ففي سنة 1666م اكتشف العالم الإنجليزي السير إسحق نيوتن أن الضوء الأبيض مؤلف من جميع الألوان، ووجد باستخدام المنشور أن كل لون في الشعاع الأبيض يمكن أن يفصل. ووضع نيوتن نظرية تقول إن الضوء يتألف من أجسام صغيرة تنتقل في خطوط مستقيمة خلال الفراغ، وسمّى النظرية نظرية الجسيمات الضوئية[محل شك]. وفي نفس الوقت الذي وضع فيه نيوتن نظريته للضوء، قال الفيزيائي والفلكي الهولندي كريستيان هويجنز إن الضوء يتألف من موجات. وقدم نظريته الموجية لشرح طبيعة الضوء. وتبدو النظريتان نظرية الجسيمات الضوئية والنظرية الموجية متضادتين تمامًا، وقد دارت مجادلات بين العلماء حولهما لحوالي 100 سنة. وفي بداية القرن 19 شرح الفيزيائي الإنجليزي توماس يونغ تداخل الضوء وأوضح أن الشعاعين من الضوء يلغي أحدهما الآخر تحت شروط محددة. وتتصرف موجات المياه بنفس الطريقة لكن بسبب صعوبة فهم كيفية حدوث التداخل بين الجسيمات، قبل معظم العلماء تجربة يونغ كبرهان على النظرية الموجية للضوء.

## طبيعة الضوء
كان العلماء خلال القرن 19 يظنون أن الضوء موجة تنتقل كما تنتقل الموجة المائية. وقد راجت النظرية الموجية للضوء؛ لأنها مكّنت العلماء من تفسير ظاهرة نمط التداخل، وهي خطوط ساطعة وأخرى مظلمة حصل عليها العلماء من التجارب الضوئية. وإذا كان الضوء موجة فما هذه الموجات؟ موجات الماء سهلة التفسير لأنها تسير خلال سطح الماء بينما الماء نفسه يتحرك إلى أعلى وأسفل. وبالنسبة لعلماء القرن 19 كان الضوء يبدو مختلفًا عن موجات الماء بسبب انتقاله في الفضاء من الشمس والنجوم الأخرى إلى الأرض، فافترضوا أن موجات الضوء يجب أن تنتقل خلال مادة تمامًا كما هو الحال بالنسبة لموجات المياه التي تنتقل خلال الماء. وأطلق العلماء على هذه المادة اسم الأثير، بالرغم من أنهم لم يتوصلوا إلى مايبرهن على وجود هذه المادة. واستطاع العلماء بنهاية القرن 19 التوصل إلى أن موجات الضوء تتألف من مناطق تعرف بالمجالات الكهربائية والحقول أو المجالات المغنطيسية.
يبدأ النموذج البسيط لموجة الضوء بشعاع (خط مستقيم) يوضح اتجاه انتقال الضوء. وتمثل الأسهم القصيرة التي على طول الشعاع، والمتعامدة (زاوية قائمة) عليه، المجال الكهربائي. وتشير بعض الأسهم إلى الأعلى من الشعاع والأسهم الأخرى تشير إلى الأسفل منه. وهي تختلف في الطول، لذلك فإن النمط الكلي لرؤوس الأسهم يُشْبه الموجة والأسهم التي تمثل الحقل المغنطيسي هي أيضًا تشبه الموجة ولكن هذه الأسهم تصنع زاوية قائمة مع الأسهم التي تمثل الحقل الكهربائي. وهذا النمط يتحرك خلال الشعاع وهو الضوء. أثبتت التجارب في بداية القرن 20 أن العلماء في النهاية تركوا فكرة الأثير. وأدركوا أن موجة الضوء، بوصفها نمطًا منتظمًا من الحقول الكهربائية والمغنطيسية، يمكن أن تنتقل عبر الفضاء.

موجة يتغير فيها المجال الكهربي E متعامدا على موجة يتغير فيها مجال مغناطيسي B. وتنتشر الموجة في الاتجاه k العمودي على المستوي الذي ينغير فيه المجالان (أي من اليسار إلى اليمين)

وتتميز الموجة الكهرومغناطيسية عامة بالعوامل التالية:
- الطول الموجي (λ) : المسافة لخط مستقيم من قمة الموجة إلى القمة التي بعدها.
- التردد (f): عدد المرات التي تمر خلالها القمة من نقطة ثابتة في الثانية.
- السعة (a): هي أقصى مسافة للقمة أو القاع (النقطة السفلى من الشعاع).
- الفترة (T): هو الوقت اللازم لمرور قمتين أو قاعين خلال نقطة ثابتة في الفراغ.
- سرعة الانتشار: المسافة التي تقطعها الموجة في زمن قدره ثانية واحدة أثناء انتشارها.

ولحساب سرعة انتشار الضوء (c) في الفراغ:
{\displaystyle c=\lambda \cdot {f}}
أو
{\displaystyle c={\frac {\lambda }{T}}}

### الفوتون
اقترح العالم الفيزيائي الألماني ألبرت أينشتاين في سنة 1905 نموذجًا للضوء، وهو مفيد تمامًا مثل النموذج الموجي. يتصرف الضوء في بعض التجارب كما لو أنه جسيمات، وتسمّي هذا النوع من الجسيمات الآن الفوتونات. وفي نموذج أينشتاين فإن شعاع الضوء هو المسار الذي يسلكه الفوتون. فمثلاً عندما يرسل المصباح شعاعًا من الضوء خلال غرفة مظلمة فإن شعاع الضوء يتألف من عدد كبير من الفوتونات، وكل واحد منها يسير في خط مستقيم. فهل الضوء موجات أو جسيمات؟ فيما يبدو، لا يمكن أن يكون النموذجان معًا، لأن النموذجين مختلفان تمامًا. وأفضل إجابة أن الضوء لا هذا ولا ذاك. ويتصرف الضوء في بعض التجارب كما لو أنه موجة، وفي بعضها الآخر كما لو أنه جسيمات. وللضوء في الفراغ سرعة واحدة، بعكس الأنواع الأخرى من الموجات، وهي أقصى سرعة ممكنة لأي شيء. ولا يفهم العلماء كنه هذه الحقيقة. والحقيقة التي تنص على أن الضوء في الفراغ يملك سرعة واحدة وهي واحدة من أسس النظرية النسبية لأينشتاين.
عندما يدخل الضوء مادة ما يصطدم بالذرات التي تعطل سيره، إلا أنه يسير بسرعته المعتادة بين ذرة وأخرى.

### الطيف المرئي والكهرومغناطيسي
يمكن تعريف هذا المدى من طيف الموجات الكهرومغناطيسية بإنه ذلك الطيف الذي يمكن أن يؤثر في العين فتحس بالرؤية، ويبدأ طيف الضوء المرئي عند اللون البنفسجي وينتهي عند اللون الأحمر. ونظرًا لأن حساسية العين تختلف باختلاف طول موجة الأشعة الضوئية المستقبلة فهي قادرة على التمييز بين الألوان المختلفة. وتكون حساسية العين أكبر ما يمكن عند الطول الموجي الذي يقع بين الأخضر والأصفر. وتقاس أطوال الموجات الضوئية بوحدات صغيرة جدا مثل الميكرومتر والنانومتر والانجستروم.
يمكن ملاحظة اختلاف الطول الموجي بالعين ثم يترجم داخل العقل للون من الأحمر وهو ذو أطول موجة حيث أن طوله الموجي 700 نانومتر، والبنفسجي ذو أقصر طول موجي حيث أن طوله الموجي حوالي 400 نانومتر، وبينهم ترد مختلف الألوان كالبرتقالي، والآخضر، والأزرق.
الطول الموجي الطيف الكهرومغناطيسي خارج مجال رؤية العين يطلق عليه الأشعة فوق البنفسجية والأشعة تحت الحمراء. تستطيع بعض الحيوانات مثل النحل رؤية بعض الأطوال الموجية الطويلة.
إن تعرض الجلد للأشعة فوق البنفسجية لفترة طويلة يمكن أن يسبب حروق الشمس أو سرطان الجلد، ونقص التعرض يسبب نقص فيتامين د.

## خواص الضوء

### انكسار الضوء

يبين هذا الشكل تحلل الضوء المار خلال المنشور.

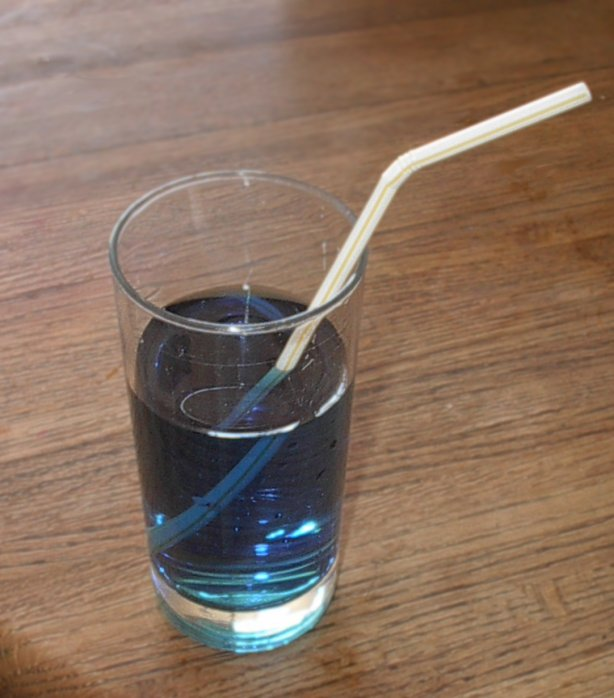
مثال على انكسار الضوء. انحناء القشة بسبب انكسار الضوء لأنه يدخل السائل عن طريق الهواء.

الانكسار تغير اتجاه مسار الموجة عندما تنتقل من وسط مادة إلى وسط مادة آخر. تنكسر الموجات (تنثني) عندما تنتقل بزاوية من وسط إلى آخر حيث تكون سرعة الضوء مختلفة. والواقع أن القشة الموضوعة داخل كوب به ماء تبدو منكسرة عند سطح الماء. لأن سرعة الضوء في الماء أقل منها في الهواء. يتحدد مقدار إنثناء شعاع ذي طول موجي معين،
عند انتقاله من وسط إلى آخر، بوساطة قانون الانكسار (قانون سنيل) بين الوسطين لذلك الطول الموجي. ويتم إيجاد قانون الانكسار عن طريق حساب المثلثات. وهو دالة جيبية لزاويتي السقوط والانكسار:
{\displaystyle n_{1}\sin \theta _{1}=n_{2}\sin \theta _{2}}
حيث أن {\displaystyle \theta _{1}} هي الزاوية بين الشعاع وسطح الوسط الأول، و {\displaystyle \theta _{2}} هي الزاوية بين الشعاع وسطح الوسط الثاني، n1 و n2 معاملي الانكسار، n = 1 في الفراغ و n > 1 في المادة الشفافة.
تعتمد أغلب قوانين الانكسار على العلاقة بين زاوية الشعاع في الهواء وزاويته في وسط مثل الزجاج أو الكوارتز (المرو) أو البلاستيك. كما أن ألوان الضوء المختلفة لا تنكسر بالدرجة نفسها، ذلك لأن لها أطوالاً موجية مختلفة وتردد ثابت. وبسبب هذه الخاصية الضوئية، تتحلل أشعة الضوء إلى ألوان الطيف السبعة. والمنشور يعمل على أساس هذا المبدأ. وتستخدم خاصية الانكسار في العدسات لمعالجة الضوء من أجل تغيير حجم ووضوح الصور. ومن الامثلة على ذلك العدسات المكبرة، النظارات، العدسات اللاصقة، المجاهر والتلسكوبات الأنكسارية.

### التداخل
يعرف الضوء في معظم الحالات بأنه موجات لكل منها قمة وقاع. فعندما تمر موجتان ضوئيتان خلال نفس النقطة فإنهما تتداخلان في بعضهما لذلك فإنهما تجمعان أو تطرحان بعضهما من بعض. افترض أنه متى ما مرت قمة لموجة خلال النقطة فإنه تمر في الوقت نفسه قمة لموجة أخرى. وتجتمع القمتان مع بعضهما لتعطيا قمة كبرى. وتسمى هذه العملية التداخل البَنَّاء، وتعطي ضوءًا ساطعًا أكثر مما تعطيه أي موجة منفردة. وإذا افترضنا بدلاً من ذلك أنه متى ما وجدت قمة لموجة تمر خلال النقطة كان هناك قاع لموجة أخرى تمر خلاله، فإن القاع سوف يقلل من ارتفاع القمة ويترك النقطة معتمة أو مظلمة. وتسمى هذه العملية بالتداخل الهدام.
ووجود ظاهرة التداخل التي ينتج عنها سطوع أو تعتيم للضوء هي من أقوى الحجج التي تؤيد النظرية الموجية للضوء. وتنتج جميع أنواع الموجات أنماطاً من التداخل البَنَّاء والهدَّام عندما تمر خلال فتحتين صغيرتين متجاورتين.
وقد برهن العالم الإنجليزي توماس يونغ في بداية القرن 19 في تجربته الشهيرة على الطبيعة الموجية للضوء بإرسال شعاع ضوئي خلال فتحتين ضيقتين. ويصل الضوء الذي يخرج من الفتحتين إلى شاشة. فإذا كانت طبيعة الضوء غير موجية، فإنه يظهر على الشاشة كنقطتين ساطعتين ضيقتين، كل واحدة منهما تخرج من فتحة، لكن الواقع أنه عندما يخرج الضوء من كل فتحة، فإنه ينتشر مع الضوء الآخر، وتمتلئ الشاشة بخطوط مضيئة وأخرى معتمة تسمى الأهداب. تتكون أهداب لامعة عندما تصل الموجتان قمة مع قمة لتعطي تداخلاً بناء. وتتكون أهداب معتمة عندما تصل الموجتان قمة مع قاع لتعطي تداخلاً هدامًا.

### الحيود والانتشار

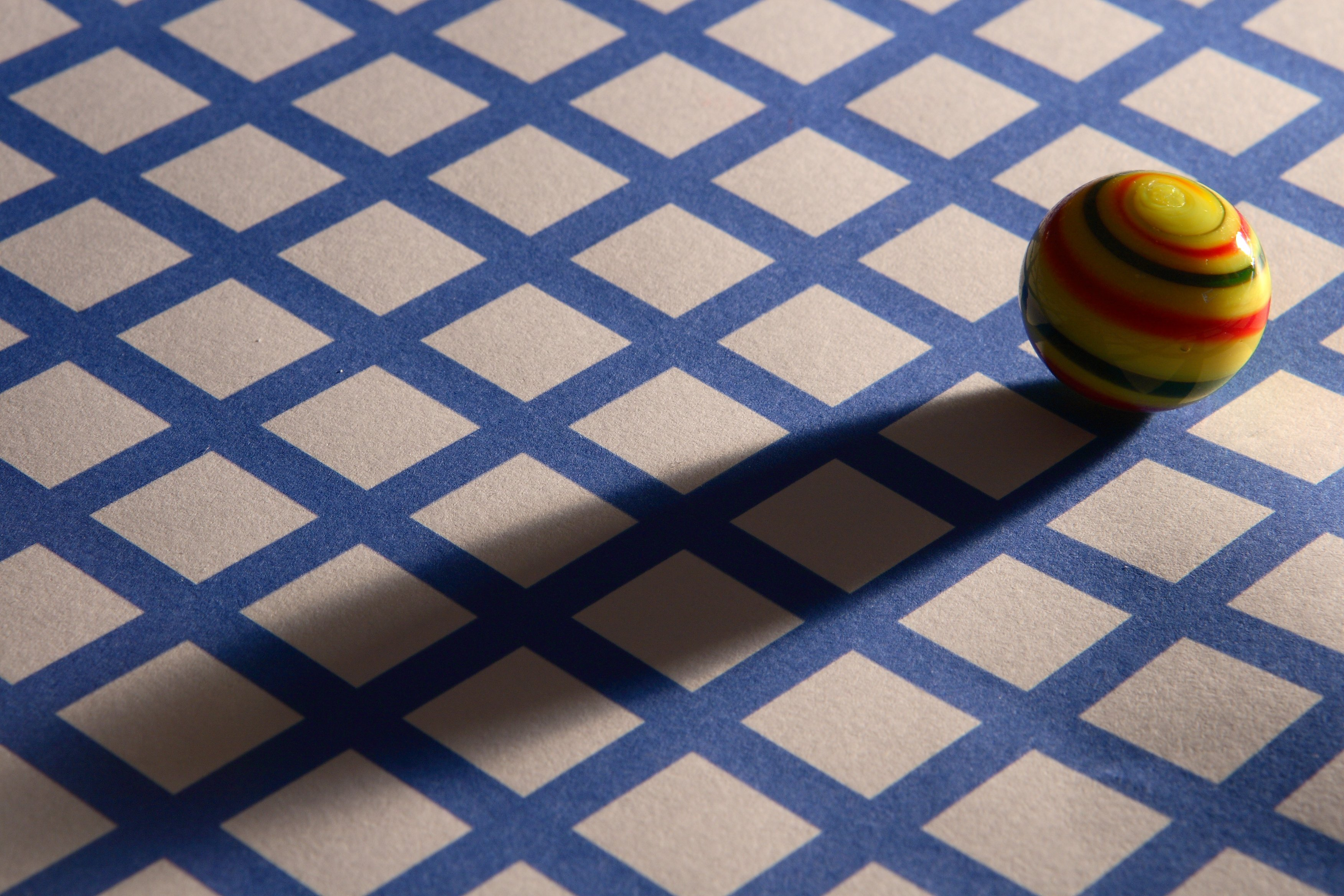
ظل كرة زجاجية.

أحد الخصائص الأكثر وضوحا للعين المجردة هو الضوء الذي ينتشر بخط مستقيم، ويسمى هذا النوع من الانتشار الحُيُودُ. فالحيود كما في التداخل ناتج من الحقيقة التي تنص على أن الضوء يتصرف كموجة. وتنتشر موجة الضوء قليلاً عندما تسير خلال فتحة صغيرة، أو حول جسيم صغير، أو يمر خلال حافة. وتنتشر كذلك موجات المياه، لكن الفتحات والأجسام التي تسبب الانتشار يجب أن تكون أكبر من تلك التي في حالة الضوء. ويمكن أن يكون حيود الضوء أمرًا مزعجًا. افترض أنك حاولت رؤية جسيم صغير جدًا بوساطة مجهر ذي كفاءة عالية. فكلما زادت قدرة التكبير لرؤية الجسم عن قرب أكثر، فإنه تبدو على حافات الجسم غشاوة. وكل حافة مُغَشَّاة سببها أن الضوء ينكسر عندما يمر خلال الحافة في طريقه إلى العين.
من ناحية أخرى يخدم الحيود دراسة ألوان شعاع الضوء إذا استخدمنا نبيطة تسمى محزز الحيود. ويحتوي المحزوز على آلاف الفتحات النحيفة التي تعطينا الضوء. يحيد كل لون في الضوء بكمية مختلفة قليلاً، وانتشار الألوان بهذا الكبر يجعل بإمكاننا رؤية كل لون. ويستخدم محزز الحيود في التلسكوبات التي تفصل الألوان في الضوء القادم من النجوم وهذا يمكِّن العلماء من دراسة المواد التي تتألف منها النجوم.

### الانعكاس والتشتت

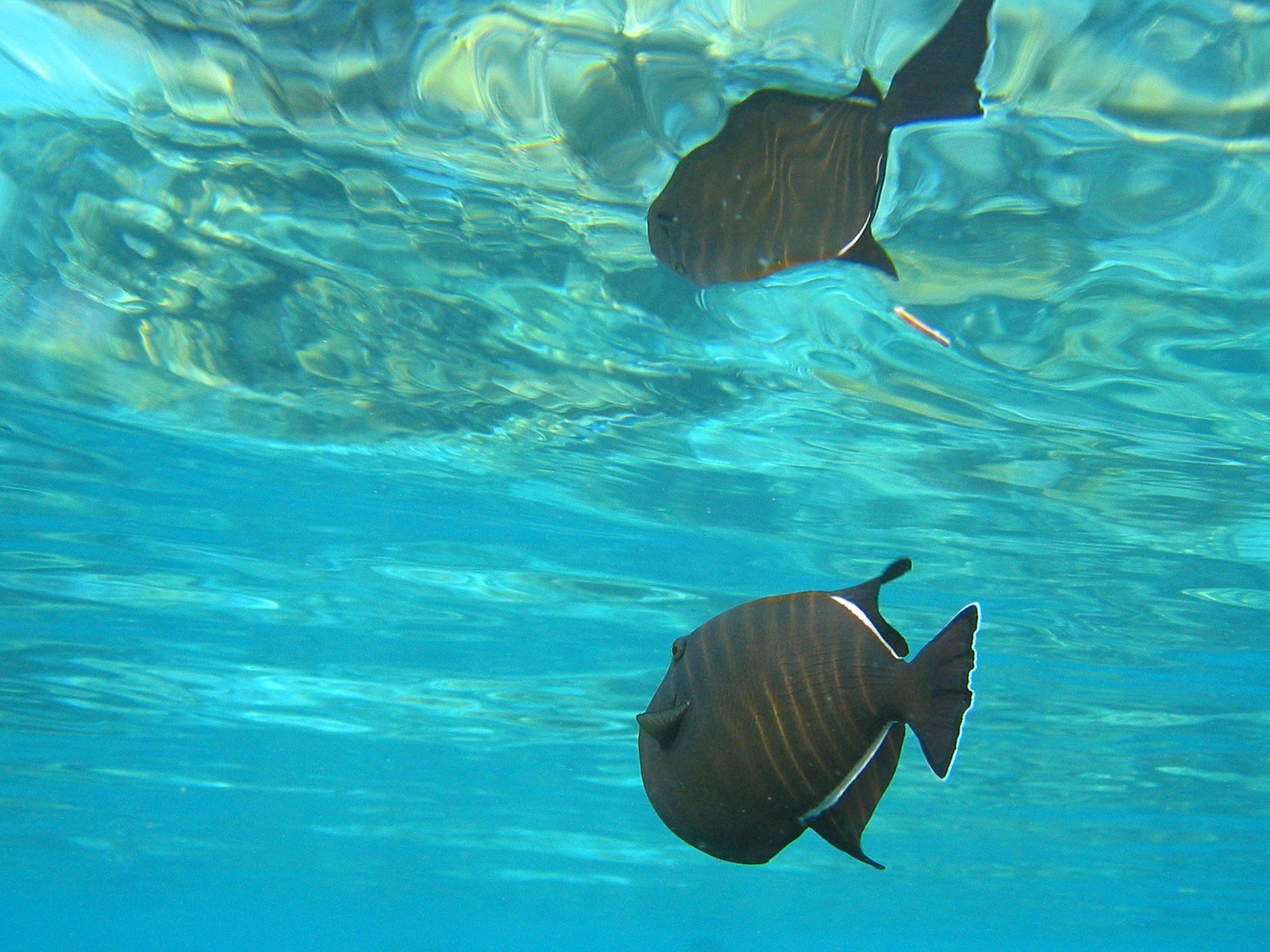
أنعكاس سمكة تريجر في حوض الزينة.

عندما يصطدم الضوء على الجسم، تحتفظ مادة ذلك الجسم بالطاقة ثم تعيد انبعاثها في كل الاتجاهات، وتسمى هذه الظاهرة بالانعكاس. ومع ذلك، فإن الأسطح الملساء بصريا بسبب التدخل الهدام فإنها تفقد معظم الاشعة، عدا أنها تنتشر في نفس الزاوية التي كان لها التأثير. ومن الأمثلة على هذا التأثير هي المرايا والأسطح المصقولة مثل الكروم، ومياه الانهار (لأن قاعها داكن).

### الاستقطاب

مستقطب متحركة أمام شاشة الكمبيوتر مسطحة. تبعث شاشة LCD الضوء المستقطب، وتكون عادة في زاوية 45° إلى عمودي، عندما يكون محور المستقطب متعامد على الضوء الستقطب من الشاشة لا يمر الضوء من خلالها (يظهر المستقطب أسود). وعندما يتوازى مع استقطاب الشاشة، يسمح المستقطب للضوء بالمرور ونرى بياض الشاشة.

يمكن ملاحظة ظاهرة الاستقطاب في بلورة شفافة توضع في شكل متوازي مع أخرى ويتم تدوير أحداها بزاوية 90°، فإن الضوء لا يمكن أن يمر من خلالهما.
بالإمكان الحصول على الضوء المستقطب من خلال انعكاس الضوء. والضوء المنعكس جزئيا أو كليا مستقطب مع زاوية السقوط. وتسمى الزاوية التي تسبب الاستقطاب الكلي بزاوية بروستر أو زاوية الاستقطاب.
تحتو ي العديد من النظارات الشمسية ومرشحات الكاميرا على بلورات استقطاب للقضاء على الانعكاسات المزعجة.

### الآثار الكيميائية
يمكن لطاقة الضوء تغيير أسطح المواد كيميائيًا بواسطة امتصاصها. فعلى سبيل المثال يغيّر الضوء كيميائيًا جزيئات هاليد الفضة للفيلم الضوئي، ولذلك يمكن تسجيل الصورة عليه. ويمكن للضوء القوي أن يُبَهِّتَ ألوان الأقمشة بتغير صبغتها كيميائيًا. وشبكية العين تتغير كيميائيًا بسبب الضوء، ولذلك فإن الشبكية تنتج إشارات بالنسبة للبصر. والضوء عامل ضروري للتركيب الضوئي في النبات الذي يمثل العملية اللازمة لإنتاج الغذاء بتفاعل الضوء مع الماء وثنائي أكسيد الكربون. وكذلك تخليق فيتامين د بتفاعل الأشعة الفوق بنفسجية مع مركب 7-ديهيدروكوليستيرول تحت الجلد.

### الظاهرة الكهروضوئية
تحدث الظاهرة الكهروضوئية أو المفعول الكهروضوئي عند سقوط إشعاع كهرومغناطيسي على سطح معدن فينتج عنه تحرير إلكترونات من سطح المعدن. ذلك لأن جزءا من طاقة الشعاع الكهرومغناطيسي يمتصها الإلكترون المرتبط بذرات المعدن فيتحرر منه ويكتسب طاقة حركة وهذه العملية تعتمد على تردد موجة الضوء.
بقيت النظرية الموجية للضوء سائدة زمن طويل حتى نهاية القرن 19 إلى أن إكتُشفت الظاهرة الكهروضوئية فعملت على قلب المفاهيم لطبيعة الضوء. تتلخص الظاهرة الكهروضوئية فيمايلي: يسلط إشعاع ضوئي على معدن موضوع في ناقوس مفرغ من الهواء وفي وجود حقل كهربائي مطبق بين قطبين مربوطين بمقياس التيار الكهربائي. في حالة عدم وجود أي إشعاع يشير مؤشر الجهاز إلى الصفر. وعند تسليط الإشعاع يلاحظ تحرك مؤشر الجهاز دلالة على وجود تيار كهربائي، أي أن عددا من الإلكترونات انتُزعت من المعدن وانتقلت تحت تأثير الحقل الكهربائي إلى القطب الموجب. إلى هنا لا شيء يتناقض مع النظرية الموجية، حيث يمكن الافتراض ان طاقة الموجة (والمتناسبة مع مربع سعة الموجة) انتقلت إلى إلكترونات المعدن. لكن التجربة أثبتت أن طاقة الإلكترونات لا تعتمد على شدة الإشعاع ولكن على تواتره: تستجيب الإلكترونات في الذرة لتردد شعاع الضوء بصفة خاصة، وزيادة شدة الإشعاع يُزيد فقط عدد الإلكترونات.
العلاقة بين طاقة الإلكترونات E وتواتر الإشعاع f خطية:
{\displaystyle V-hf=E}
حيث V هو جهد التأين للمعدن ويسمى كذلك جهد الخروج، h هو ثابت بلانك وهو العدد المميز لميكانيكا الكم وهو يعطي العلاقة بين تردد الموجة وطاقة الموجة. وجهد التأين خاصية من خواص المادة ويعتمد على التوزيع الإلكتروني لذرة العنصر، ومقداره يختلف من عنصر إلى عنصر.
أول من قدم تفسير هذا المفعول كان ألبرت آينشتين فحسب هذا الأخير فإن الضوء يصدر في شكل كمات منفصلة من الطاقة تسمى فوتونات كل فوتون يحمل معه مقدارا من الطاقة يساوي جداء التواتر بثابت بلانك.
ملاحظة:  عكس ما يعتقد البعض فإن أينشتين حصل على جائزة نوبل على أعماله حول المفعول الكهروضوئي وليس عن النظرية النسبية

## المصادر الضوئية

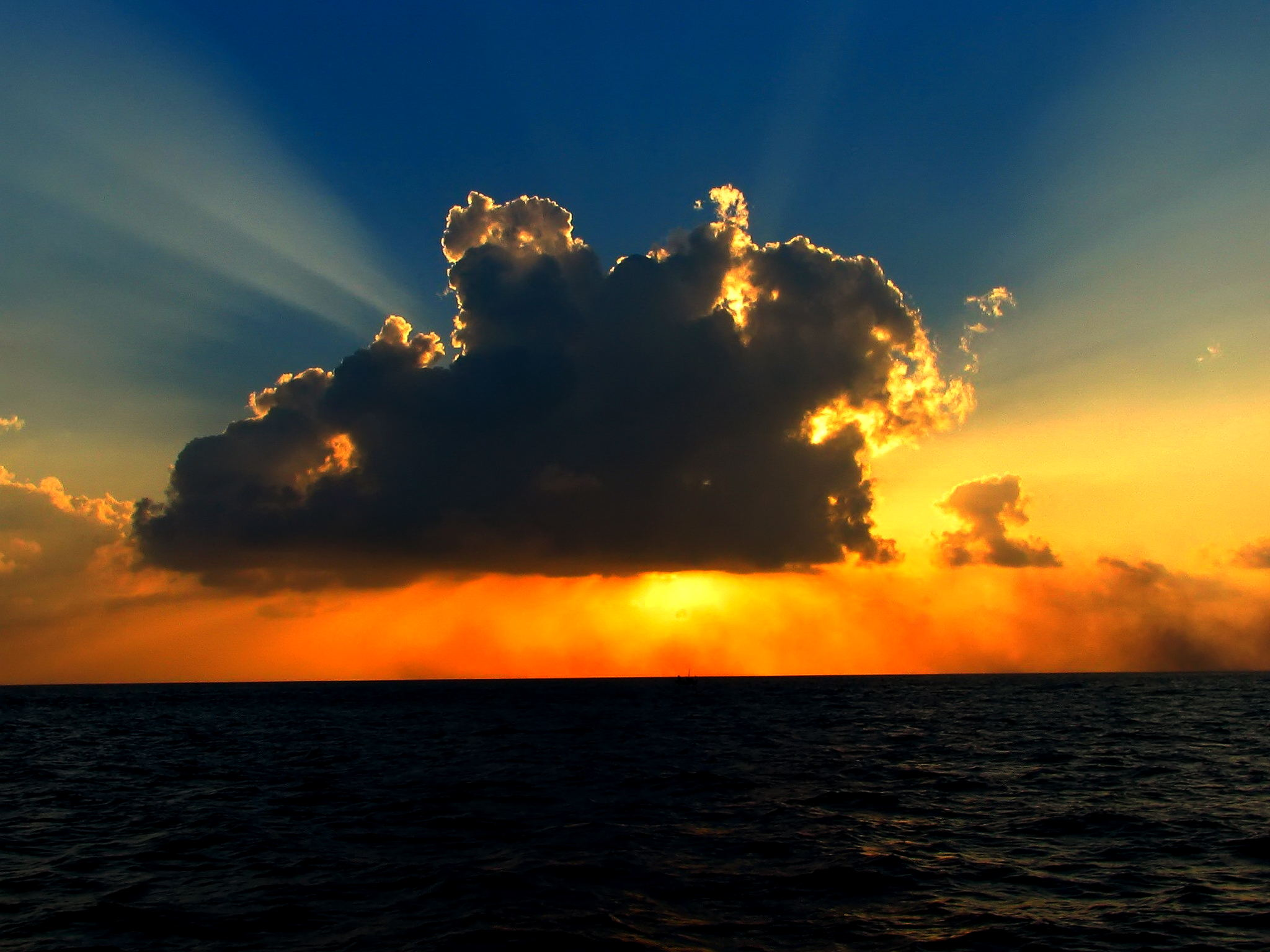
سحابة مضيئة بسبب أشعة الشمس.

### سرعة الضوء

يوضح الخط الأصفر الزمن الذي يستغرقه الضوء للسفر في الفضاء بين الأرض والقمر، يقدر بحوالي 1.26 ثانية.